# 132P/Helin-Roman-Alu
132P/Helin-Roman-Alu è una cometa periodica appartenente alla famiglia delle comete gioviane. La cometa è stata scoperta il 26 ottobre 1989 dagli astronomi statunitensi Eleanor Francis Helin, Brian P. Roman e Jeff T. Alu, la sua riscoperta il 13 luglio 1997 ha permesso di numerarla. 

## Caratteristiche orbitali
L'unica caratteristica della cometa è di avere una piccola MOID col pianeta Giove, di sole 0,0106 UA, vale a dire all'interno dell'orbita di Callisto, che porterà in futuro la cometa a cambiare orbita; il 4 maggio 1995 la cometa e Giove passarono a 0,493 UA, il 27 gennaio 2017 a 0,331 UA e il 21 ottobre 2148 passeranno a 0,230 UA.